# Roberto Sbarra
Roberto Sbarra (8 agosto 1912 – 21 febbraio 2000) è stato un calciatore argentino, di ruolo centrocampista.

## Carriera

### Club
Giocò tutta la carriera nel campionato argentino.

### Nazionale
Con la maglia della nazionale ha trionfato a livello continentale nel 1941.

## Palmarès

### Club

#### Competizioni nazionali
- Primera B Metropolitana: 1

Estudiantes (LP): 1935

### Nazionale
- Campeonato Sudamericano de Football: 1

Cile 1941